# Gilles De Schryver
Gilles De Schryver (Gent, 12 december 1984) is een Belgisch film-, televisie- en theater-acteur, -schrijver en -producer.

## Biografie
Gilles De Schryver studeerde in 2009 af als master in het drama aan het Hogeschool Gent Conservatorium.
De Schryver is perfect tweetalig (Nederlands en Frans). Hij speelde in Franstalige producties voor het Théâtre National en de Koninklijke Muntschouwburg.
De Schryver was tot 2016 samen met Yahya Terryn artistiek leider van het Gentse theatergezelschap 'het KIP’, waarvoor hij speelde, schreef en regisseerde. In de producties van het KIP was hij te zien binnen en buiten Europa in het Nederlands, het Engels en het Frans.
Sinds de opdoeking van het KIP in 2017 is De Schryver opnieuw freelance theatermaker en -speler.
Hij schrijft en produceert ook film en televisie via zijn productiehuis De Wereldvrede, dat hij leidt met regisseur Gilles Coulier. Zo was hij producent van onder meer de succesreeks Bevergem en de film Cargo.
De Schryver is bij het grote publiek voornamelijk bekend van vertolkingen in de televisiereeks Code 37 en de langspeelfilm Hasta la vista, die beide internationaal succesvol waren.
Hij was ook te zien in theaterregies van Luk Perceval, Johan De Smet, Koen De Sutter, Piet Arfeuille, Arne Sierens en in filmregies van Hans Van Nuffel, Nic Balthazar, Tim Mielants, Geoffrey Enthoven en Kristof Hoornaert.

## Film en televisie

### Televisie
- Zone Stad (2005)
- Witse (2006) - als Tommy Van Ekert
- Aspe (2008)
- 180 (2008) - als Reggi
- Vermist (2008)
- Flikken (2009) - als Davy De Prins
- Click-ID (2009) - als Marco
- Code 37 (2009–2012) - als Kevin Desmet
- Vermist (2012) - als Kobe De Lathouwer
- De zonen van Van As (2014) - als kraker
- Tom & Harry (2015) - als Tom Van Eyck
- The Missing (2016) - als bediende
- De twaalf (2019) - als Michiel
- Albatros (2020) - als Dylan
- Storm Lara (2021) - als Ben
- Hidden Assets (2021-heden) - als Vince Thijs
- Roomies (2022) - als barman
- Asissen (2025) - als meester Jente Van Der Valk

## Theater
- Niels Holgersson (2007)
- Het geslacht Borgia (2008)
- Zand (2009)
- De titel is alvast geweldig! (2009)
- Metamorfosen (2009)
- Wie is er bang? (2010)
- Op de Hoge Doorn (2010)
- Abel & Kaïn (2010)
- Werner eet zijn schoen op (2011)
- Chicks for money and nothing for free (2011-2012)
- Klein Rusland (2011-2013)
- De voetbalopera (2012)
- Qui a peur de Regina Louf? (2013)
- Becky Shaw (2014)

## Prijzen
- 2008: Internationaler Berliner Studentenfilmfestival Sehsüchte, "Best actor" voor "Stefan" in Ou Quoi
- 2008: Festival du court-métrage de Bruxelles, "Meilleure interprétation masculine" voor "Stefan" in Ou Quoi
- 2011: Edgemar Los Angeles Film Festival, "Best supporting actor" voor "Mathieu" in "Hitomi"

- Biblioteca Nacional de España: XX5341180
- Gemeinsame Normdatei: 102851428X
- International Standard Name Identifier: 0000 0004 3494 1853
- Système universitaire de documentation: 164785892
- Virtual International Authority File: 280095910
- WorldCat: E39PBJdmgH6TPFmRMcd3wfDKBP